# Escut del Turkmenistan
L'escut del Turkmenistan es va crear el 1991, arran de la desintegració de la Unió Soviètica, quan l'RSS del Turkmenistan va obtenir la independència.
Es tracta d'un emblema, més que no pas un escut heràldic, en forma d'estrella de vuit puntes (۞) verda perfilada de groc; aquesta estrella –un símbol islàmic, la religió que professen la major part dels turcmans– és coneguda amb el nom àrab de Rub el-Hizb. Al centre de l'emblema hi ha dos cercles concèntrics, també perfilats de groc: l'interior, de color blau, conté un cavall al natural de la raça autòctona ahalteke, el campió mundial de cria del 1999 Yanardağ, mentre que a l'exterior, vermell, s'hi representen cinc guls, o motius tradicionals de les catifes turcmanes, que també apareixen a la bandera estatal. Envoltant el cercle vermell, dues espigues de blat d'or a banda i banda; per sota, una garlanda de set flocs de cotó blancs amb fulles verdes; per dalt, les cinc estrelles i la mitja lluna blancs de la bandera.

## Significació
Els cinc motius de les catifes de dins el cercle vermell representen les cinc tribus o casals històrics del Turkmenistan: Teke, Yomut, Arsary, Chowdur i Saryq, i simbolitzen els valors tradicionals i religiosos del país. Els Salyr, una altra de les tribus principals, que havia perdut protagonisme arran d'una desfeta militar abans de l'època moderna, no hi surten representants, així com tampoc altres tribus o subtribus menors.
Els colors verd i vermell gaudeixen de gran tradició entre els turcmans. Les espigues de blat al·ludeixen al costum de donar la benvinguda als hostes amb sal i pa. La mitja lluna és un senyal típic dels pobles turquesos i simbolitza l'esperança d'un futur brillant, mentre que les cinc estrelles de cinc puntes representen les cinc províncies o welayatlar del Turkmenistan: Ahal, Balkan, Daşoguz, Lebap i Mary.

## Escut soviètic

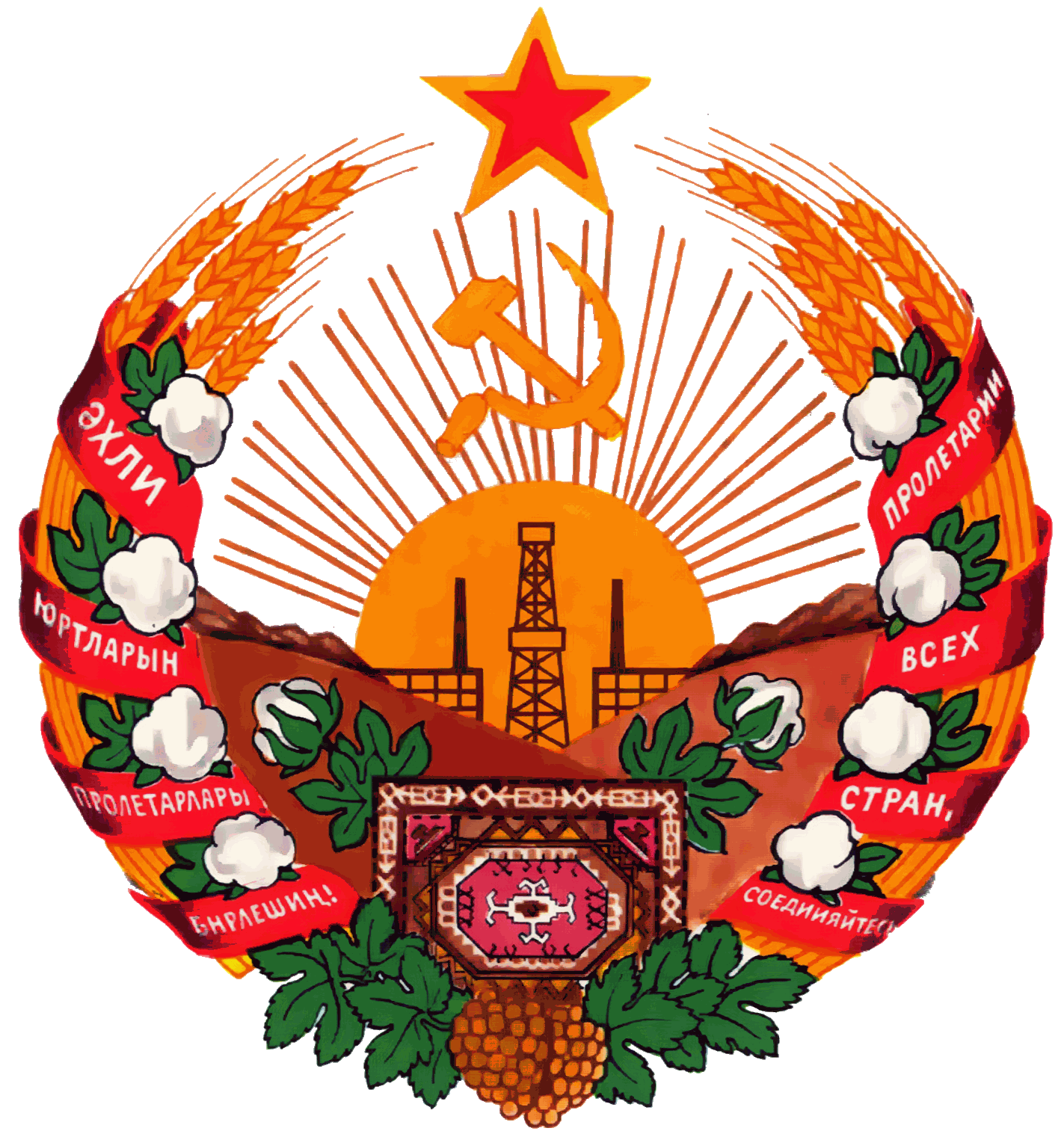
Escut de l'RSS del Turkmenistan

Abans d'independitzar-se de l'URSS, el Turkmenistan tenia un escut semblant al de les altres repúbliques soviètiques, amb els elements típicament comunistes de l'estrella roja, la falç i el martell i el sol ixent, juntament amb símbols agrícoles (cotó, blat i raïm) i industrials (unes fàbriques i un pou de petroli) i el lema nacional soviètic escrit en rus i turcman.
L'element identificatiu ja era un gul, o dibuix ornamental de les catifes turcmanes, si bé no representava cap motiu tribal tradicional.

## Altres escuts

Variant rodona de l'escut, usada del 1992 al 2000
Variant rodona de l'escut, usada del 2000 al 2003

Abans del juliol de 2003 se n'utilitzava una variant circular, en comptes de l'actual en forma d'estrella.